# Giovanni Andrea Pieri
Giovanni Andrea Pieri (Lucca, 1808 – Parigi, 13 marzo 1858) è stato un patriota e militare italiano.

## Biografia
Giovanni Andrea Pieri nacque a Santo Stefano di Moriano, una frazione di Lucca, nel 1808. In seguito ad un furto di cui fu accusato, emigrò giovane in Francia dove prestò servizio nella Legione straniera francese. Si stabilì a Parigi e mise su famiglia, lavorando come cappellaio. Qui entrò in contatto con la “Giovane Italia” di Giuseppe Mazzini e militò nella “Unione degli operai italiani”, organizzata nella capitale francese sempre dai fuoriusciti mazziniani.
Nel 1848 prese parte alla rivoluzione parigina e alla prima guerra di indipendenza in Italia come ufficiale dei bersaglieri, dai quali fu cacciato nel 1849 con l'accusa di concussione. Tornato in Francia, il colpo di Stato del 2 dicembre 1851 mise in atto delle epurazioni che lo espulsero dal paese dopo una condanna per truffa. Ormai ricercato dalle polizie di mezza Europa riparò a Londra, dove conobbe Felice Orsini. Nella capitale inglese il Pieri visse dando lezioni di lingue.
Il 14 gennaio 1858, a Parigi, partecipò con Carlo Di Rudio e Antonio Gomez all'attentato a Napoleone III di Francia ordito da Felice Orsini. Catturato pochi istanti prima dell'attentato, l'ispettore di polizia Hérbert gli trovò addosso una bomba dirompente, una rivoltella e un passaporto tedesco in cui il suo nome era alterato in Pierey. L'arresto del Pieri impedì il lancio di un'altra bomba, che sarebbe stata l'ultima, ossia la quarta.
Processato il 25 febbraio con l'accusa di essere stato complice nell'attentato che causò la morte di 8 persone e un centinaio di feriti, fu riconosciuto colpevole, condannato “a morte per parricidio e condotto sul luogo dell'esecuzione in camicia, a piedi nudi, con il capo coperto da un velo nero. Verrà esposto sul patibolo, mentre un usciere darà lettura della sentenza e sarà giustiziato subito dopo”, così sentenziò il giudice. La mattina del 13 marzo, nella piazza antistante la prigione della Roquette, di fronte ad un pubblico numeroso, il Pieri fu ghigliottinato, e poco dopo la stessa sorte capitò a Felice Orsini.

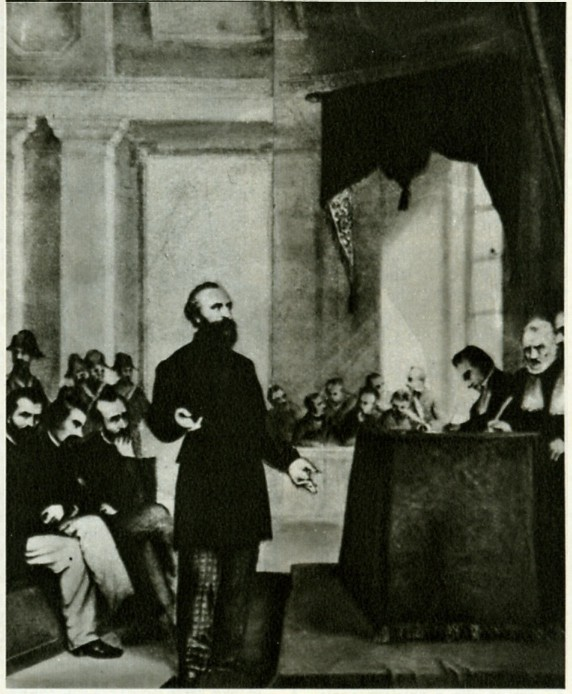
Felice Orsini di fronte ai giudici nel febbraio 1858. Alle spalle seduti, da sinistra, i complici: Carlo Di Rudio, Gomez e Pieri